# Юрченко, Игорь Николаевич
И́горь Никола́евич Ю́рченко (укр. Ігор Миколайович Юрченко; род. 5 сентября 1960, Станислав) — советский, украинский футболист и тренер, обладатель Кубка СССР (1983), мастер спорта СССР (1983).

## Футбольная биография

### Карьера игрока
Футболом Игорь Юрченко начинал заниматься в родном Ивано-Франковске, будучи учеником пятого класса записался в футбольную секцию ДЮСШ «Спартак», где его первым тренером стал Ю. И. Шейкин. Ещё в юношеском возрасте играл за команды Химик (Калуш) и Нефтяник (Надворная) на первенство области. В 1977 году Игоря пригласили в главную команду Ивано-Франковска — «Спартак», выступавшую в первой лиге чемпионата СССР. В своём дебютном сезоне за команду мастеров, 17-летний футболист провёл 7 поединков и забил 1 гол.
В 1979 году Юрченко был призван в армию и направлен в ростовский СКА, где играл и тренировался под руководством известных тренеров Николая Самарина и Германа Зонина. Через два года вернулся в Ивано-Франковск и сезон 1981 года провёл в «Прикарпатье», теперь уже игроком основного состава и лидером команды. В начале 1982 года Игорь Юрченко получает приглашение в «Шахтёр» и перебирается в Донецк. Дебютировал в составе горняков 26 марта, в матче 1 тура стартовавшего чемпионата против команды «Нефтчи», а 2 мая, в гостевом матче против тбилисских динамовцев, отличился и своим первым голом за донецкий клуб. В целом, сезон для молодого футболиста в новой команде сложился удачно, Игорь сразу заиграл в основном составе и по итогам первенства стал единственным игроком «Шахтёра», принявшем участие во всех 34 поединках. В 1983 году донецкая команда весьма успешно выступила в турнире на Кубок СССР, став обладателем почётного трофея, обыграв в финале харьковский «Металлист». Внёс свой вклад в кубковый триумф горняков и Юрченко, сыграв во всех кубковых матчах, включая финал. Капитан «Шахтёра» Михаил Соколовский, представляя своих партнёров после победного финала, так охарактеризовал Игоря Юрченко:
Он хорошо читает игру, техничен, умело прикрывает корпусом мяч. Может дать скрытый и острый пас, завершить комбинацию хлёстким ударом. Мы все любим его и за игру, и за умение придумывать и рассказывать небылицы
Осенью того же года, горняки стартовали в матчах за Кубок кубков УЕФА. В еврокубковых матчах Игорь дебютировал 28 сентября 1983 года, в игре «Шахтёр» — Б-1901 (Нюкёбинг, Дания) 4:2, сменив во втором тайме Игоря Петрова. Всего в этом турнире, в составе донецкого клуба, сыграл пять матчей. В сезоне 1984 года, тренеры горняков стали делать ставку на других футболистов атакующей линии, Игорь стал всё реже попадать в стартовый состав и по окончании чемпионата покинул клуб, приняв предложение от Виктора Прокопенко перейти в «Черноморец». В чемпионате одесситы выступили неудачно, заняв 15 место и своё право выступать в элитном дивизионе довелось отстаивать в переходном турнире, с лучшими командами первой лиги. А осенью команда взяла старт в турнире за Кубок УЕФА. Первым соперником для одесситов стал немецкий «Вердер». Уже на 13 минуте, Игорь Юрченко, ударом с 22-х метров открыл счёт в матче, закончившийся итоговой победой «моряков» со счётом 2:1. Уступив в ответном матче со счётом 2:3, «Черноморец» пробился в следующий этап турнира, где волею жребия им достался мадридский «Реал». Проиграв в Испании 1:2 и сыграв вничью 0:0, в напряжённом матче на своём поле, одесситы сошли с дистанции. Юрченко отыграл по 90 минут в обеих поединках против испанского гранда.
Следующий чемпионат одесситы снова провалили, заняв предпоследнее место, опустились в первую лигу. По окончании сезона оставил тренерский пост Прокопенко. Покинул Одессу и Юрченко, вернувшись домой. Сезон 1987 года провёл в «Прикарпатье», где играл вместе со своим младшим братом Николаем. Команда заняла третье место в своей зоне второлигового турнира. В конце сезона, Игорь из-за разногласий с начальником команды Дячук-Ставицким, оставил коллектив и вместе с братом уехал во Львов, где провёл сезон в команде СКА «Карпаты». В начале 1989 года, сыграв в стартовых матчах чемпионата Игорь покинул львовский клуб. Через некоторое время, Юрченко снова оказался в Одессе, где принял участие в заключительных матчах чемпионата в составе «Черноморца», а уже следующий сезон отыграл за «Прикарпатье».
В начале 1991 года, Игорь Юрченко, вместе с младшим братом Николаем, получил приглашение в киевское «Динамо». Вместе с командой прошёл подготовительные сборы, где наигрывался как игрок основного состава. Но перед началом чемпионата, руководство киевского клуба сменило приоритеты, решив делать ставку на молодых футболистов, после чего опытный полузащитник покинул динамовский коллектив, отправившись в Чехословакию, где выступал за местный клуб «Зброёвка» из Брно. Вместе с Игорем за чешский клуб играл его бывший партнёр по одесскому «Черноморцу», Юрий Смотрич, а через год к ним присоединился и брат Игоря, Николай Юрченко. Украинские игроки смогли помочь клубу вернуться в элитный дивизион Чехословакии.
В 1993 году Игорь вернулся в Ивано-Франковск, где продолжил выступления за «Прикарпатье», одновременно выполняя обязанности главного тренера команды. За свой родной клуб играл ещё в течение пяти лет. В конце первого круга сезона 1997/98, 5 октября 1997 года, в матче «Прикарпатье» — «Черноморец» (Одесса), во втором тайме получил серьёзную травму, после чего окончательно был вынужден завершить игровую карьеру.

### Карьера тренера
После возвращения из Чехословакии, Игорь Юрченко получил предложение от президента «Прикарпатья» Анатолия Ревуцкого, стать главным тренером команды, при этом Юрченко продолжал выходить на футбольное поле в качестве игрока. По итогам сезона, команда заняла 1 место в первой лиге и вышла в элитный дивизион, а Игорь Николаевич стал первым играющим главным тренером в высшей лиге Украины. В последующих двух сезонах, подопечные Игоря Юрченко занимали 11 место среди лучших команд страны. Но руководство прикарпатцев посчитало результаты неубедительными, сняв тренера с должности. Впрочем игра команды не улучшилась, а результаты стали хуже. За два тура до окончания чемпионата сезона 1996/97, Игорь Юрченко снова возглавил «Прикарпатье», которое тренировал до конца первого круга следующего чемпионата, после чего уехал работать в Чехию, но занимался деятельностью не связанной с футболом. Вернувшись домой, в сезоне 1998/99 тренировал команду элитного дивизиона Украины «Нива» (Тернополь). В 2002 году возглавлял второлиговый «Лукор», а в начале 2003 года, тренер в очередной раз был призван в ивано-франковскую команду, которая находилась на дне турнирной таблицы, но спасти коллектив от вылета в низший дивизион не удалось. В дальнейшем Игорь Юрченко работал в селекционной службе донецкого «Шахтёра», а в 2005 году тренировал женскую команду ивано-франковского «Спартака», которая стала бронзовым призёром чемпионата Украины. В 2006 году, в очередной раз возглавил профессиональный клуб родного города, с которым занял 10 место в турнире первой лиги. В дальнейшем Игорь Николаевич работал в любительском и детско-юношеском футболе.

## Достижения

### Как игрока
- Обладатель Кубка СССР: 1983
- В списках лучших футболистов УССР[укр.]: 1985 — № 3

### Как тренера
- Победитель первенства первой лиги Украины: 1993/94